# Vitiligine
La vitiligine è una condizione cronica della pelle, nella grande maggioranza dei casi non congenita, caratterizzata da ipomelanosi o leucodermia cioè dalla comparsa sulla cute, sui peli o sulle mucose, di chiazze non pigmentate, cioè zone dove manca del tutto la fisiologica colorazione dovuta alla melanina, e che appaiono bianche o traslucide. Nella forma detta vitiligine universale si arriva in alcuni anni alla perdita quasi completa della colorazione cutanea del corpo. È completamente infondata la credenza che tale malattia sia contagiosa.
Allo stato attuale delle conoscenze è considerata un disturbo primitivo, acquisito, poligenico e multifattoriale, con un'eziopatogenesi complessa ed elusiva alla quale parteciperebbero fattori sia genetici, sia immuno-mediati, sia endocrini e metabolici, sia infiammatori, e secondo alcune teorie, anche neurali o virali.
Pertanto la vitiligine viene oggi interpretata come una sindrome nella quale diversi fattori causali possono, da soli o in sinergia, indurre la scomparsa o la perdita di funzionalità dei melanociti cutanei in soggetti geneticamente predisposti.
I fattori di rischio includono una storia familiare della condizione o di altre malattie autoimmuni, come l'ipertiroidismo, l'alopecia areata e l'anemia perniciosa.
La vitiligine non incide sulla speranza di vita, ma può avere pesanti ripercussioni psicologiche sulla sua qualità, in particolar modo se si manifesta sul volto.
Alcune leucodermie indotte da fattori ambientali, in particolare dall'esposizione ad alcune sostanze chimiche, possono essere chiamate vitiligine da contatto o vitiligine occupazionale.

## Storia

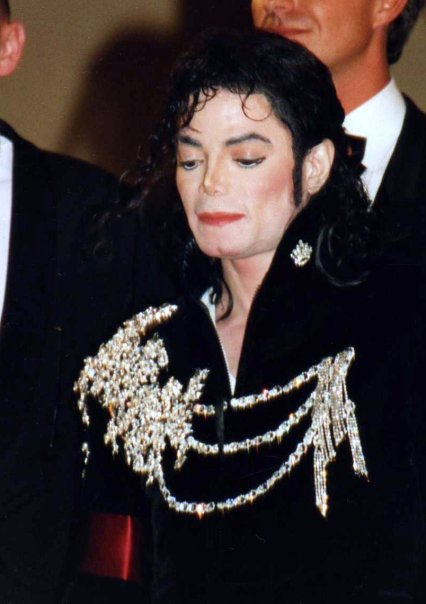
Michael Jackson soffrì di vitiligine dal 1984, cercando poi di uniformare il colore della pelle con trattamenti di depigmentazione

Il nome risalirebbe al trattato De Medicina di Aulus Cornelius Celsus e si ritiene derivi da vitius, difetto o da vitilus, vitello, riferendosi alla colorazione più chiara dei vitelli. Nonostante sia una malattia conosciuta e descritta da migliaia di anni non è ancora ben compresa la sua causa.
In passato, come si nota anche nell'Antico Testamento (Levitico XIII, 34, Esodo IV, 30 e Numeri, XII, 10) dove compare come zoráat o tzaarat, in ebraico "macchie bianche", veniva confusa con la lebbra (la quale nella fase iniziale può comportare placche depigmentate) e poteva comportare la stigmatizzazione ed emarginazione di chi ne soffriva, specie se compariva assieme alla psoriasi.
La condizione è oggi assai nota a livello mediatico dopo che diverse persone celebri dichiararono di soffrirne, tra cui l'esempio più noto è il cantante e musicista Michael Jackson, seguito dalla modella Winnie Harlow, divenuta nota come top model anche per questa caratteristica fisica particolare.

## Caratteristiche
All'esordio, le chiazze depigmentate sono in genere poco numerose e localizzate simmetricamente nelle zone scoperte, soprattutto viso ed estremità. Col tempo, la tendenza comune è verso la progressione (74% dei casi), sebbene le diverse forme cliniche possano avere un decorso differente. La vitiligine può colpire tutte le regioni cutanee prediligendo alcune aree: il viso (in particolare, le zone periorifiziali), il collo, le ascelle, i genitali, i gomiti, le mani, le ginocchia e i piedi. La comparsa di chiazze palmo-plantari e nelle mucose sembrerebbe una caratteristica delle etnie a più intensa pigmentazione. Nel 30% dei casi è descritta la reazione isomorfa di Koebner, per cui a un trauma cutaneo fa seguito la formazione di una macchia di vitiligine. Questo fenomeno riveste una grande importanza cosmetologica, visto che soggetti con vitiligine, attiva o latente, potranno mostrare ipopigmentazioni permanenti dopo peeling chimici, epilazione, ecc.
Le chiazze sono generalmente diffuse su tutto il corpo spesso in modo simmetrico. Gli esordi della vitiligine interessano solitamente le zone del corpo intorno ad aperture (intorno a occhi, ano, glande e genitali) e alle unghie (sulle dita, partendo dalle estremità), e più in generale: viso, collo, mani, avambracci, inguine. In zone dove sono presenti cicatrici si possono formare nuove chiazze.
Le macchie hanno una colorazione decisamente più chiara della pelle circostante, con margini ben delineati e piuttosto scuri. La pelle delle zone colpite, a parte la modificazione cromatica, è assolutamente normale. Nelle zone ricoperte da peli, sovente se ne nota lo sbiancamento e la parziale caduta o il diradamento. A volte compare anche prurito.
Non potendosi proteggere mediante abbronzatura le zone bianche sono facilmente soggette a eritema solare e scottature da esposizione, diventando affini alla pelle di un neonato, di una persona con albinismo, o con fototipo Fitzpatrick I. Viene consigliata la protezione solare mediante indumenti coprenti e/o creme a protezione alta o molto alta (SPF superiore a 30), se si trascorre molto tempo al sole.
Ben più complessi possono essere invece i risvolti psicologici di chi è affetto di vitiligine, per il senso di isolamento e depressione che a volte segue la comparsa delle macchie. Ciò è tanto più vero quanto la persona affetta da vitiligine si sente diversa dalle altre o addirittura rifiutata, osservata per il problema estetico che le macchie generano. La cosa ha più probabilità di verificarsi quando le macchie sono poste in parti del corpo molto visibili (volto, collo, mani) e la persona è di carnagione scura; chi invece è già di carnagione molto chiara riesce a evitare di evidenziare le macchie con la semplice accortezza di non esporsi al sole e non abbronzarsi.
Una localizzata repigmentazione spontanea, senza alcuna cura, non è eccezionale, mentre è relativamente rara la totale remissione spontanea della malattia.

## Classificazione
Secondo la classificazione internazionale più recente, la vitiligine si può presentare sotto tre forme cliniche:
- non segmentale (la più comune, caratterizzata da lesioni simmetriche bilaterali con frequente distribuzione acrofacciale, leucotrichia tardiva, coinvolgimento cocleare e oculare controverso, evoluzione imprevedibile);
  - acrofacciale (macchie solo sul volto ed estremità, es. dita)
  - mucosale in più aree[13]
  - generalizzata (macchie simmetriche o distribuite casualmente sulla gran parte della superficie cutanea)[14]
  - universale (le macchie coprono oltre il 70% della superficie cutanea, compresi peli, scalpo e mucose)[15]
  - mista (esordio da segmentale ed evoluzione verso la non segmentale)
  - varianti rare (es. vitiligine perinevica)
- segmentale (5-16% dei casi, lesioni che si dispongono nelle aree tipiche di uno o più dermatomeri, con distribuzione unilaterale, cioè che non attraversano le linee mediane e si trovano su un solo lato, destra o sinistra, caratterizzate dalla presenza di peli spesso completamente bianchi, rapida stabilizzazione)[16];
- indeterminata/non classificata
  - focale (una macchia o poche macchie raccolte in un'unica area, normalmente nell'area del trigemino)
  - puntata
  - mucosale in una sola area

Il termine "segmentale" denota la localizzazione delle macchie solo in aree limitate della superficie cutanea dove appaiono contigue (non distribuite casualmente) come se seguissero una sorta di percorso.
La severità della malattia può essere classificata con sistemi quantitativi come il VASI (Vitiligo Area Scoring Index) o il VETF (Vitiligo European Task Force) che ne considera l'estensione, lo stadio e la progressione.

## Epidemiologia
La vitiligine è considerata il disordine della pigmentazione più comune. Studi epidemiologici condotti in differenti aree geografiche su ampi campioni di popolazione suggeriscono una prevalenza che va dal 0,2 al 3%, sebbene in India, Messico e Giappone alcuni studi riportino picchi sino al 9%. Tale discrepanza potrebbe essere dovuta all'inclusione anche di depigmentazioni da sostanze chimiche o post-infiammatorie, al più frequente ricorso al consulto medico in aree dove la stigmatizzazione socio-culturale è maggiore, o alla maggiore evidenza delle lesioni nelle popolazioni con pelle scura. Varie ricerche evidenziano una prevalenza relativamente maggiore in Africa e nella popolazione femminile. L'incidenza è simile nella popolazione adulta e pediatrica e tra i due sessi, anche se le donne richiedono un intervento medico e terapeutico più frequentemente. Le stime riguardo all'età media di insorgenza della malattia non sono univoche, variando dai 13 ai 24 anni di età a seconda degli studi. L'esordio prima dei 12 anni è documentato in circa il 35% dei casi. È stata ampiamente documentata un'incidenza maggiore tra componenti della stessa famiglia.

## Eziopatogenesi
L'origine è sconosciuta (anche se molti studi rilevano fattori immuno-mediati e/o una predisposizione genetica), né sono noti specifici fattori scatenanti o favorenti. Pare, ma non c'è consenso scientifico sul fenomeno, che condizioni di stress emotivo, che potrebbe essere la causa dell'alterato rilascio di catecolamine, diano il via alla manifestazione primaria della vitiligine o alla sua recrudescenza dopo periodi, anche lunghi, di stasi.
La perdita della funzionalità, distruzione o distacco dei melanociti cutanei che porta alla vitiligine s'ipotizza sia associata a diversi fattori: difetti del melanocita, disturbi metabolici, stress ossidativo, mediatori dell'infiammazione. Lo specifico contributo di ognuno di essi e l'evento iniziale scatenante rimangono ancora non chiaramente individuati. Sulla modalità e sequenza con cui i diversi fattori sono collegati alla patogenesi della vitiligine sono state formulate varie teorie e ipotesi.

### Genetica della vitiligine
L'ereditarietà della vitiligine può coinvolgere i geni associati alla biosintesi di melanina, alla risposta allo stress ossidativo e alla regolazione dell'autoimmunità. Le variazioni in oltre 30 geni, che si verificano in combinazioni diverse, sono state associate a un aumento del rischio di sviluppare la vitiligine. Di questi oltre il 90% codificherebbero proteine regolatorie di processi immuno-mediati, mentre solo il 10% interverrebbe direttamente nella melanogenesi. S'ipotizza che queste proteine inneschino una risposta immunitaria specifica del melanocita, fungendo da bersaglio per il riconoscimento e la distruzione o disattivazione delle cellule.
Molti dei geni sospettati di conferire suscettibilità alla vitiligine, in particolare quelli espressi nei melanociti, sono coinvolti nella suscettibilità al melanoma maligno, con ruoli geneticamente opposti. Quest'apparente relazione genetica inversa rispetto al melanoma ha portato a ipotizzare che la vitiligine possa rappresentare un malfunzionamento nel normale processo di sorveglianza immunitaria contro il melanoma maligno.

### Ipotesi immunitaria
Numerose prove cliniche e sperimentali suggeriscono un ruolo di una reazione autoimmunitaria nella patogenesi della vitiligine, in particolare sottolineando il coinvolgimento di autoanticorpi e di linfociti T autoreattivi rivolti contro antigeni dei melanociti e/o dei cheratinociti. Entrambi i bracci dell'immunità innata e adattativa del sistema immunitario sembrano essere coinvolti come evento primario o come conseguenza secondaria a uno stimolo antigenico primario. Le reazioni immunitarie individuate nella vitiligine possono essere mediate a livello cellulare, umorale (anticorpi) o attraverso la produzione di citochine. La malattia di Addison (tipicamente una distruzione autoimmune delle ghiandole surrenali) può essere osservata anche negli individui con vitiligine.
In una delle mutazioni, l'amminoacido leucina nella proteina NALP1 è stata sostituita dall'istidina (Leu155→ His). La sequenza e la proteina originale sono altamente conservate nell'evoluzione e si trovano negli umani, nello scimpanzé, nel macaco rhesus e nei galagidi. Tra i prodotti infiammatori di NALP1 ci sono la caspasi 1 e la caspasi 7, che attivano la citochina infiammatoria interleuchina-1β. L'interleuchina-1 e l'interleuchina-18 sono espressi a livelli elevati nei pazienti con vitiligine.

#### Sindromi autoimmuni associate
Prova di una possibile patogenesi autoimmunitaria si riscontra nella presenza, in circa il 20% degli individui affetti, di altre patologie autoimmuni che non incidono direttamente con il decorso della vitiligine. Tra esse: gastrite cronica atrofica autoimmune, tiroidite di Hashimoto, ipertiroidismo e ipotiroidismo, psoriasi (l'associazione di vitiligine e psoriasi, quindi con rischio di artrite psoriasica, è più rara di altre comorbilità, ma è possibile specie nei casi di famigliarità), allergie, celiachia, lupus eritematoso sistemico, dermatite e dermatite atopica, alopecia areata, anemia perniciosa, diabete mellito di tipo 1 (diabete giovanile), malattia di Addison, miastenia gravis, artrite reumatoide e sclerodermia, nonché la presenza di segni come l'eosinofilia

### Ipotesi stress ossidativo
Lo stress ossidativo porterebbe alla generazione di una reazione flogistica e a una risposta immune innata che, in presenza di un adeguato background genetico, determinerebbe una risposta citotossica legata all'aumentato livello di specie reattive dell'ossigeno (ROS) e alla compromissione funzionale del sistema antiossidante enzimatico (catalasi, glutatione perossidasi e riduttasi, superossido dismutasi). Oltre agli enzimi antiossidanti altre proteine (TRP1, acetilcolinesterasi, diidropteridina reduttasi), così come i lipidi di membrana, possono essere coinvolti nel danno ossidativo.

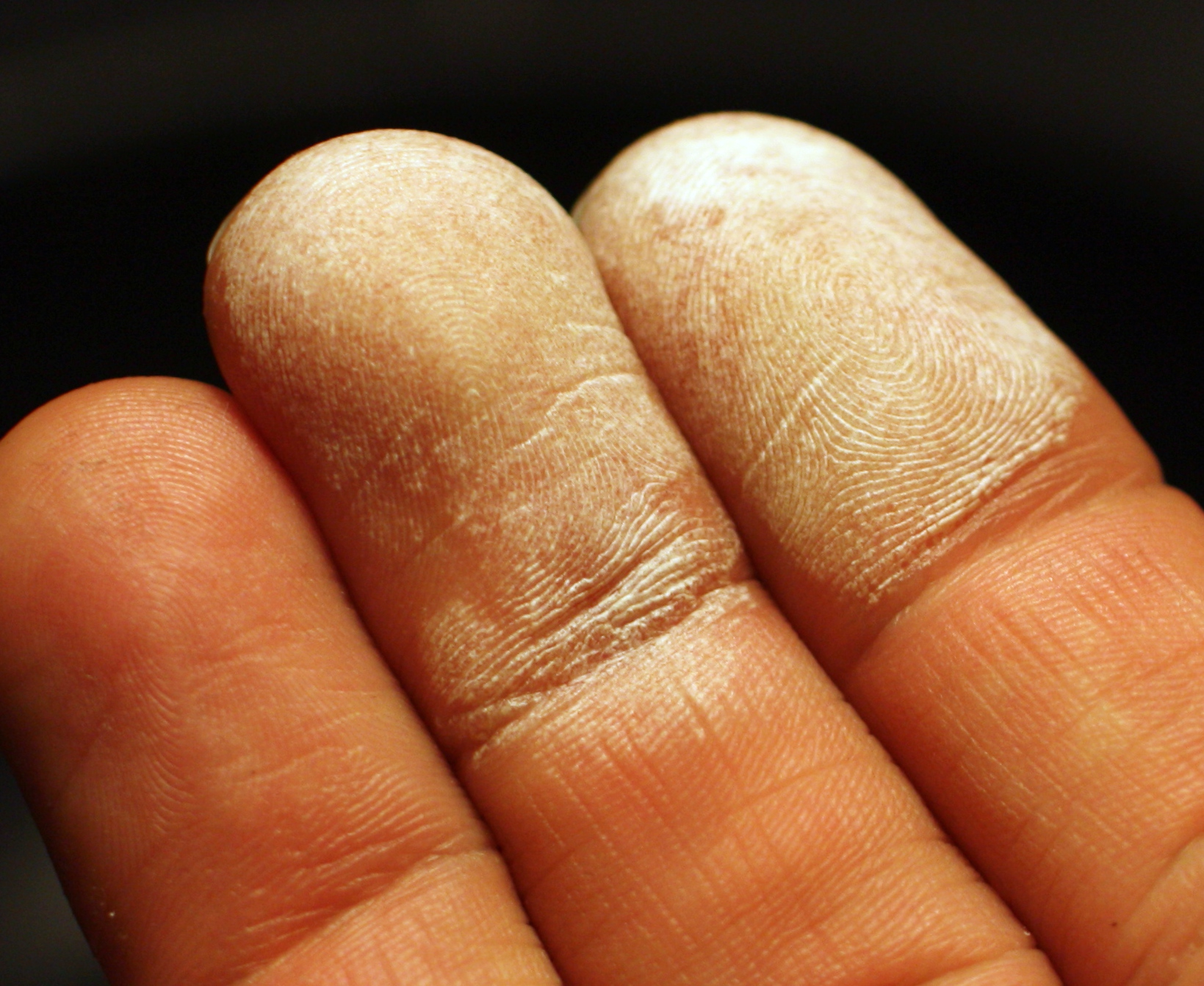
Effetti di una soluzione di perossido di idrogeno concentrata al 30% sulla pelle

Un'altra possibile causa o concausa, si ipotizza sia legata al tenore di perossido di idrogeno che agirebbe sulla pigmentazione come si ipotizza agisca nel normale incanutimento dei capelli. Nelle pelli affette da vitiligine è stata rilevata una maggiore attività della superossido dismutasi, l'enzima preposto alla trasformazione dell'ossigeno singoletto in perossido di idrogeno. Sono noti vari percorsi biochimici che porterebbero all'accumulo di perossido di idrogeno associato alla vitiligine: 
- riciclo difettoso della tetraidrobiopterina (6BH4)[41][42],
- incremento delle catecolamine associato all'incremento della monoammino ossidasi A (MAO)[43][44],
- e altri associati all'inibizione della tioredossina reduttasi o alla sovraespressione della NO sintasi (NOS) o della nicotinammide adenina dinucleotide fosfato (NADPH).

L'ossidazione provocata dal perossido di idrogeno e da altre specie radicaliche non interferirebbe solo con la produzione di melanina, ma bloccherebbe anche altri enzimi necessari per riparare le proteine danneggiate. Il risultato è una reazione a catena, fra cui la graduale perdita di pigmentazione.

### Ipotesi neurogenica
L'ipotesi neurale fu inizialmente formulata da Lerner nel 1959 basandosi sui percorsi della vitiligine segmentale affini ad alcuni percorsi nervosi e sulla presunta associazione con stati di stress emotivo. Oggi si fonda sulla possibile liberazione dalle terminazioni nervose di mediatori neurochimici tossici per il melanocita (infiammazione neurogenica). Nei pazienti con vitiligine sono state riportate anomalie nella secrezione di β-endorfina e metaencefalina e un'aumentata immunoreattività per il neuropeptide Y (NPY) e per il peptide intestinale vasoattivo (VIP). Ancora non sono del tutto noti gli effetti dei neuropeptidi sui melanociti, tuttavia il sistema nervoso sembra poter giocare un ruolo attivante i melanociti attraverso la secrezione del calcitonin gene-related peptide (CGRP). Sono state rilevate inoltre associazioni tra la vitiligine e l'attività del sistema nervoso simpatico e il fattore di crescita dei nervi (NGF). Lo stress mentale potrebbe aumentare l'espressione di catecolamine attraverso l'asse ipotalamico pituitario adrenale.

### Ipotesi del deficit della zinco-α2-glicoproteina
La zinco-α2-glicoproteina pare associata alla proliferazione e ramificazione dei melanociti. Secondo un'ipotesi che richiede però conferme da robusti studi in vitro e in vivo la sua carenza potrebbe essere causa o concausa della vitiligine attraverso diversi meccanismi.

### Ipotesi virale
Sono state rilevate associazioni, a volte forti, tra la vitiligine e il virus dell'epatite C e B, dell'herpes (citomegalovirus) e dell'immunodeficienza umana (HIV). I dati per ipotizzare un nesso causale tra le infezioni virali e l'emergere della vitiligine sono sporadici e controversi.

### Ipotesi dei malfunzionamenti intrinseci
Secondo queste ipotesi i melanociti della vitiligine avrebbero dei difetti intrinseci o anomalie che li porterebbero alla loro morte o disattivazione o distacco. Si è ipotizzata un'apoptosi programmata, una senescenza prematura o anche un loro distacco ed eliminazione transepidermica, battezzata "melanocitorraggia". Per quanto riguarda l'ipotesi melanocitorraggica è stato di recente segnalato come una particolare proteina possa essere la causa di tale distacco. Tale proteina, denominata proteina MIA (Melanoma Inhibitory Activity) è stata riscontrata in una serie di pazienti affetti da vitiligine e data la sua capacità di rompere le proteine di adesione tra melanociti e membrana basale, potrebbe rappresentare un fattore eziologico di primaria importanza nello sviluppo della malattia e nella sua futura cura.

## Comorbilità
La vitiligine si associa significativamente a numerose patologie internistiche e il 30% dei pazienti con vitiligine presenta almeno un'associazione con una patologia autoimmune. I pazienti affetti da vitiligine potrebbero soffrire di disturbi metabolici o endocrini dovuti a mancanza di sufficiente tirosinasi (ipertiroidismo e ipotiroidismo), un enzima secreto dai melanociti, coinvolto come catalizzante nella reazioni della tirosina, amminoacido che è anche il precursore dell'ormone tiroideo tiroxina (T4), anche se lo scopo principale della tirosinasi è convertire la tirosina in melanina cutanea, da cui lo scolorimento della pelle in sua assenza. Negli organi dove sono presenti melanociti in bassa quantità, rispetto alla cute, si possono avere delle leggere disfunzioni, oppure è la mancanza di essi che espone il paziente a complicazioni.
Alle macchie cutanee possono talora associarsi: leucotrichia precoce (9-45%); disturbi oculari quali irite (10-40%; una forma di uveite), alterazioni pigmentarie della coroide, alterazioni dello strato pigmentato della retina, dovute alla diminuzione dei melanociti dell'iride e della retina, con relativa fotosensibilità; deficit uditivi (controverso nei casi di vitiligine senza patologie aggiuntive); alopecia areata (1,8-4%); nevo di Sutton (7,2% nei soggetti in età pediatrica); malattie infiammatorie croniche intestinali (0,9-2%), come celiachia (0,4-1%), colite ulcerosa e malattia di Crohn; raramente sono associate altre patologie di presunta o accertata patogenesi autoimmunitaria neurologica (sindrome di Guillain-Barré, ipereccitabilità dei nervi periferici, sclerosi multipla); sindrome di Vogt-Koyanagi-Harada (sindrome autoimmune con uveite granulomatosa cronica, coinvolgimento dermatologico, neurologico e uditivo); miastenia gravis; artriti (es. artrite reumatoide, artrite psoriasica, altre spondiloartriti sieronegative); patologie tiroidee autoimmuni come la tiroidite di Hashimoto (1,6-13%); ipoparatiroidismo e iperparatiroidismo idiopatici; anemia perniciosa (0,1-1%) e gastrite cronica atrofica autoimmune; diabete mellito di tipo 1 (giovanile); altre malattie reumatiche quali lupus eritematoso sistemico, sindrome di Sjögren, sclerodermia, lupus discoide, sarcoidosi; dermatite atopica; vasculite; allergia; psoriasi; reazioni disimmuni varie; malattia di Addison e altre sindromi autoimmuni polighiandolari.
Nei soggetti affetti da vitiligine, così come nei familiari di primo grado apparentemente non affetti, è significativamente più elevata (20-30%) la presenza di autoanticorpi organo-specifici, soprattutto rivolti contro autoantigeni tiroidei e della mucosa gastrica.

## Diagnosi

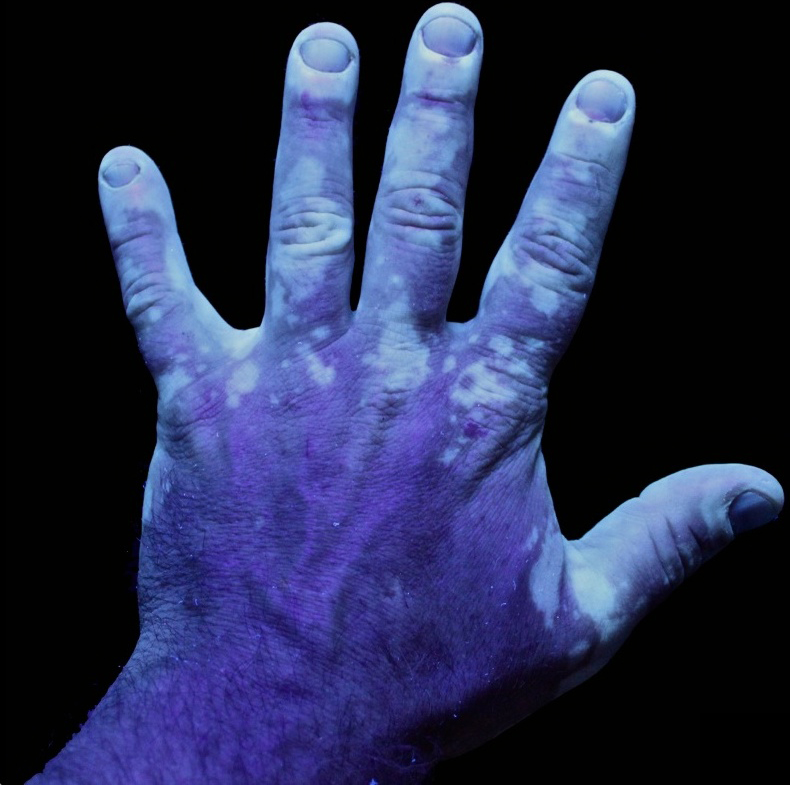
Fotografia di mano con vitiligine, con raggi UV emessi da lampada di Wood

La diagnosi si effettua tramite esame obiettivo e strumentale, e diagnosi differenziale. Rinvenute le tipiche chiazze, è necessario il test tramite lampada di Wood, alla cui luce le chiazze di vitiligine emettono una caratteristica fluorescenza bianca.
Test di laboratorio per le patologie in comorbilità sono invece test di funzionalità tiroidea e pancreatica, nonché la ricerca di anticorpi anti-dsDNA, anti-ANA, anti-ENA, anticorpi anti-citoplasma dei neutrofili (ANCA), anti-muscolo liscio, anti-tireoglobulina, anti-gliadina (indicatori di celiachia), anticorpi anti-mucosa gastrica (APCA).

### Diagnosi differenziale
La diagnosi differenziale si pone con la sindrome di Vogt-Koyanagi, il nevo depigmentato, la depigmentazione postinfiammatoria, il leucoderma chimico e leucoderma senile, l'ipomelanosi guttata (a macchia di leopardo), l'ipomelanosi di Ito, la pitiriasi alba, le micosi (tinea versicolor), il piebaldismo, la sclerosi tuberosa, la sindrome di Waardenburg, il lichen sclerosus et atrophicus, la sindrome di Alezzandrini (una variante di vitiligine o di leucodermia molto rara, che si può associare a degenerazione retinica monolaterale e sordità).

## Terapia
La scarsa chiarezza circa i possibili meccanismi eziopatogenetici ha una ricaduta clinica, sia per quanto riguarda la classificazione sia per quanto riguarda l'approccio terapeutico. Considerando la vitiligine come il risultato del sovrapporsi di più processi compromessi, la terapia dovrebbe mirare in maniera specifica combinata o sequenziale a ristabilire la corretta attività dei processi metabolici alterati. Sebbene non sia disponibile una cura completa per la vitiligine, vari trattamenti possono produrre risultati accettabili, a seconda dello stadio della malattia. Il risultato, in alcuni casi la completa ripigmentazione, dipende molto dalla risposta soggettiva oltre che dal percorso terapeutico adottato. L'obiettivo dei trattamenti medicali è quello di stimolare la proliferazione o riattivazione dei melanociti ancora presenti nell'epidermide in modo da ridurre le chiazze di leucodermia. I melanociti rispondono lentamente alle terapie, quindi possono essere necessari 6-12 mesi o più per ottenere buoni risultati, per questo si raccomanda di non interrompere un tentativo terapeutico prima di 3 mesi dall'inizio del ciclo terapeutico.
I trattamenti possono essere farmacologici, fisici e chirurgici o loro combinazioni. Fra questi, i più noti sono:
- fotochemioterapia con psoraleni (PUVA);
- terapia topica corticosteroidea;
- fototerapia UVB a banda stretta e laser;
- terapie di associazione;
- terapie chirurgiche;
- trattamenti depigmentanti.

Una revisione fatta nel 2010 dalla Cochrane Collaboration degli studi sui trattamenti della vitiligine conclude che alcuni possono ripristinare la pigmentazione cutanea, ma nessuno può curare la vitiligine o prevenire la sua diffusione o ricorrenza. Inoltre l'utilità delle conclusioni tratte dagli studi è limitata dalle diversità nel disegno e metodologiche delle ricerche oltre che dall'assenza delle valutazioni sulla qualità della vita.
I trattamenti sono sempre protratti per lunghi periodi, e possono variare a seconda del clima e delle stagioni. Vengono utilizzati con successo trattamenti, topici e no, che vanno ripetuti nel tempo, come l'uso di immunosoppressori come il tacrolimus o di corticosteroidi. Sono stati sperimentati anche trattamenti con analoghi della vitamina D, analoghi delle prostaglandine F2α e analoghi degli ormoni α-melanociti stimolanti (α-MSH). Alternativi e a volte combinati sono i trattamenti con sorgenti UVA-UVB. La fototerapia PUVA o "UVB a banda stretta" può essere associata a sostanze fotosensibilizzanti come gli psoraleni. Nei casi più difficili si può ricorrere il trapianto autologo di tessuti cutanei o di melanociti sani.

### Sbiancamento
Se le chiazze sono troppo estese, sopra il 50% della superficie cutanea, e non migliorano con altri trattamenti si può ricorrere allo sbiancamento artificiale delle parti pigmentate, per uniformare il colore della pelle. I prodotti depigmentanti agiscono degradando la melanina (inibendo l'azione della tirosinasi), causando la perdita indotta dei melanociti o aumentando ed estendendo l'azione dello scolorimento naturale della vitiligine, tramite fenomeno di Koebner.
Sull'area depigmentata è consigliato usare una protezione solare cosmetica totale, specie durante la depigmentazione o in caso di esposizione al sole (come nel caso anche delle chiazze di vitiligine).

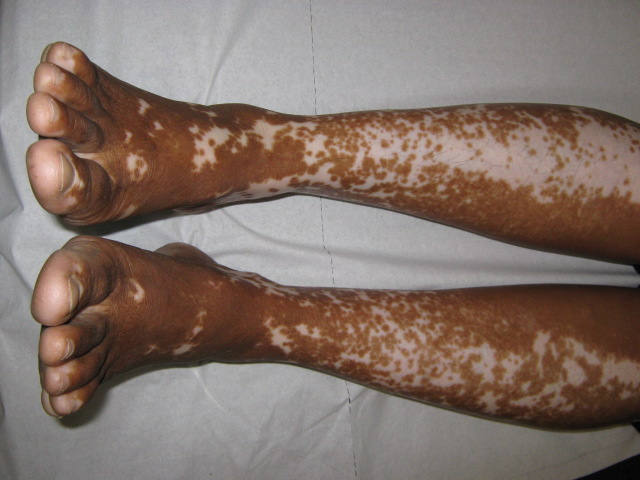
Vitiligine sulle gambe

In genere si utilizza il monobenzone di idrochinone chiamato anche monobenzone etil etere (MBEH) o etere monobenzilico di idrochinone, un derivato diretto dell'idrochinone (HQ), appartenente ai fenoli (1,4 diidrossibenzene, un benzene che si trova naturalmente in diverse piante).
Il MBEH provoca quasi sempre una depigmentazione quasi irreversibile della pelle, a differenza di altre sostanze in cui la depigmentazione può regredire per fotosensibilità in caso di esposizione alla luce solare senza protezione. Le altre creme hanno meno azione depigmentante da "leucodermia indotta", presentando fotolabilità e instabilità.
La soluzione di depigmentare la pelle sana è apprezzata dai malati di vitiligine con pelle molto scura (Fitzpatrick tipo V e VI) dove il contrasto tra la pelle sana e le chiazze della vitiligine è più forte. Considerando che con questo trattamento si può produrre una depigmentazione irreversibile, chi ci si sottopone deve essere ampiamente informato.
Tuttavia il monobenzone è stato vietato in Italia, e l'idrochinone sottoposto a restrizioni. L'idrochinone e i suoi derivati nell'Unione europea sono classificati come sostanze CMR ("cancerogeno, mutageno o pericoloso per la riproduzione") ma nella categoria 2, cioè "con evidenze limitate". Uno studio clinico avrebbe dimostrato infatti che l'idrochinone al 3% per un periodo di sei anni non sia associato a sviluppo di tumori della pelle. Lo stesso monobenzone è usato difatti come antitumorale contro il melanoma.
Le creme idrochinoniche hanno alcuni possibili effetti collaterali a breve termine (eritema, dermatite da contatto, citotossicità, ocronosi esogena), e per evitare tali effetti il suo uso va limitato nel tempo e utilizzato a basse concentrazioni (massimo 2% di idrochinone puro, fino al 20% di MBEH).
L'idrochinone nell'Unione europea è ammesso nei cosmetici con severe restrizioni, e solo come ingrediente per unghie. In molti paesi (Stati Uniti, Australia, Turchia, Canada, Indonesia, ecc.) è ammesso per la produzione di creme schiarenti in percentuali anche elevate comprese tra il 2% e il 5%, commercializzate liberamente anche come cosmetici quando la concentrazione è inferiore al 2%. In Europa le creme sbiancanti e depigmentanti a base di idrochinone sono invece vendute solo come farmaco galenico magistrale, su prescrizione medica e con un piano terapeutico dermatologico, benché sia possibile (come per il MBEH) acquistarle tramite internet da siti commerciali stranieri, e non siano illegali né la detenzione né l'uso personale. L'unico uso ammesso per l'idrochinone è il trattamento sbiancante. Il monobenzone è stato messo fuori commercio nei territori UE, mentre viene usato in Svizzera.
Le principali alternative efficaci e di libera vendita sono le creme a base di arbutina (un glucoside dell'idrochinone estraibile dall'uva ursina), fino al 4%, e di resorcinolo (un esfoliante chimico detto anche m-idrochinone o resorcina/1,3 diidrossibenzene) tramite i suoi derivati: principalmente butil-resorcinolo (b-resorcinol) e feniletil-resorcinolo (p-resorcinol), massimo all'1-2% per uso cosmetico. Come effetti indesiderati possono causare irritazione della pelle e leggera vasodilatazione con arrossamento.
Altri composti schiarenti sono quelli a base di acido cogico, acido lattico, rhododenol (4-4-idrossifenil-2-butanolo, efficace ma poco studiato e poco uniformante), acido glicolico, acido tricloroacetico, acido azelaico, acido salicilico. Anche questi prodotti sono di libera vendita ma meno efficaci. Le creme contenenti sali di mercurio (es. cloruro mercurico, sostanza tossica che causa anche leucodermia), utilizzate fino agli anni '90, sono state invece abbandonate e vietate in quasi tutti i Paesi del mondo (con l'eccezione di alcune zone come Africa e Cina), a causa della forte tossicità biologica e ambientale del metallo.

### Rimedi cosmetici
L'apparenza è la causa primaria di disagio e infelicità nelle persone con la vitiligine. Le chiazze possono essere mascherate da un adeguato make up.
Considerando l'impatto della malattia sull'immagine di sé, la possibilità di mascherare i segni della vitiligine rientra nella gestione complessiva della malattia. Il camouflage, cioè il trucco in grado di coprire anche gravi inestetismi, richiede una tecnica di applicazione specializzata. Ci sono molti modi per nascondere piccole o ampie chiazze di vitiligine. Tra i prodotti cosmetici possono essere utilizzati autoabbronzanti, fondotinta, primer, lozioni sbiancanti, creme colorate (BB cream). Il camouflage permanente, la dermopigmentazione e i tatuaggi sono sconsigliati a causa del corso imprevedibile della vitiligine.

### Cura psicologica
Anche se la vitiligine non provoca dolore fisico o invalidità, l'impatto psico-sociale che provoca è importante, per l'impatto negativo sull'aspetto e l'autostima di chi ne soffre. La prevalenza di morbilità psichiatrica associata alla vitiligine varia dal 25% al 30% in Europa occidentale, con soggetti dalla pelle prevalentemente chiara, e dal 56% al 75% in India, con una predominanza di soggetti di carnagione scura. Diversi interventi di supporto psicologico possono essere necessari, in quanto permettono di migliorare la qualità della vita.